# Kenny Omega
Kenny Omega, właśc. Tyson Smith (ur. 16 października 1983 w Winnipeg) – kanadyjski wrestler, wiceprezes wykonawczy w organizacji wrestlingu All Elite Wrestling od 2019. Był mistrzem IWGP Heavyweight i pierwszym niejapońskim zwycięzcą turnieju G1 Climax. Inspiracje dla swojego gimmicku czerpał z subkultury otaku. Tworzył tag team Golden Lovers z Kōta Ibushim i był liderem stajni Bullet Club.

## Kariera wrestlerska

### Gimmick i inspiracje
Kenny Omega czerpał inspiracje dla swojego gimmicku z gier komputerowych i anime, których jest miłośnikiem. Jego pseudonim ringowy Kenny Omega był inspirowany postacią Omega Weapon z gry Final Fantasy VIII. Jego finisher One-Winged Angel (z ang. Anioł z jednym skrzydłem) nawiązuje do postaci Sephiroth z Final Fantasy VII. Muzyka, która towarzyszy mu w czasie wejścia na ring to temat przewodni Dr. Wily'ego, antagonisty z serii gier Mega Man. Innym jego charakterystycznym ruchem jest Hadouken, który pojawia się w bijatyce Street Fighter. Jak sam przyznawał, przy kreowaniu swojej osobowości inspirował się superbohaterami z sobotnich porannych kreskówek i serialem Star Trek: Następne pokolenie. Niejednokrotnie przebierał się na walki wrestlerskie za znane fikcyjne postacie, takie Liquid Snake.

### Top Rope Championship Wrestling (2000–2001)
Debiutował jako wrestler w lutym 2000. W wieku 16 lat dołączył do lokalnej organizacji wrestlingu w Winnipeg, Top Rope Championship Wrestling (TRCW), gdzie wykreował swój gimmick Kennego Omegi. Swoje pierwsze mistrzostwo zdobył 16 sierpnia 2000. Było to mistrzostwo drużynowe TRCW Tag Team Championship, które dzielił z Ronniem Attitude'em.

### Premier Championship Wrestling (2001–2005)
W grudniu 2001 dołączył do innej lokalnej organizacji wrestlingu w Winnipeg, Premier Championship Wrestling (PCW). 18 września 2003 pokonał Adama Knighta w walce o mistrzostwo PCW Heavyweight Championship. Stracił je 26 listopada 2003, przegrywając pojedynek z Rawskillzem i odzyskał 21 stycznia 2004 w starciu rewanżowym. 18 marca 2004 zwakował mistrzostwo z powodu poważnej kontuzji. Po powrocie do zdrowia utworzył tag team z Rawskillzem i razem zdobyli mistrzostwo drużynowe PCW Tag Team Championship, wygrywając walkę przeciwko Shawnowi Houstonowi i Chrisowi Raine'owi. Stracili tytuły 30 września 2004, przegrywając walkę rewanżową. 2 czerwca 2005 Omega wygrał pierwszy turniej Premier Cup organizacji PCW.

### Deep South Wrestling i inne organizacje (2005–2008)
1 listopada 2005 podpisał kontrakt rozwojowy z największą amerykańską organizacją wrestlingu World Wrestling Entertainment (WWE), która przydzieliła go do terytorium rozwojowego Deep South Wrestling (DSW). Omega nie odnosił wyróżniających się sukcesów i we wrześniu 2006 poprosił o zwolnienie, aby powrócić do Premier Championship Wrestling (PCW). W jednym z wywiadów powiedział, że czuł się niedoceniany w DSW, ale przyjął to ze zrozumieniem i uznał, że powinien najpierw osiągnąć większy sukces poza strukturami WWE, a potem powrócić. Po odejściu z DSW występował w Premier Championship Wrestling (PCW), Jersey All Pro Wrestling (JAPW) i Ring of Honor (ROH).
W międzyczasie trenował jujutsu i brał udział w turniejach. W jednym z podcastów Chrisa Jericho przyznał, że w 2006 chciał z tego powodu zrezygnować z wrestlingu, ale zmienił zdanie po walce przeciwko A.J. Stylesowi.

### DDT Pro-Wrestling (2008–2015)

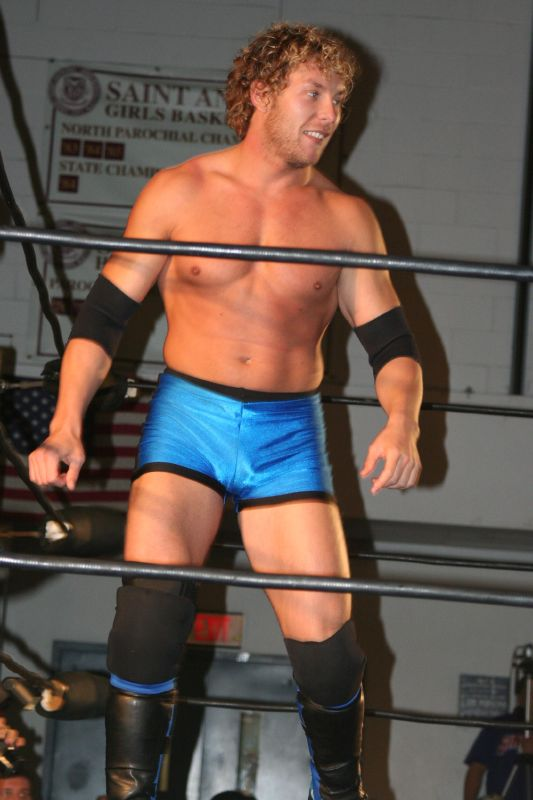
Kenny Omega w 2008

Od 2008 występował w Japonii, w organizacji DDT Pro-Wrestling (DDT). W tym samym roku wyzwał japońskiego wrestlera Kōta Ibushiego na pojedynek, wyrażając przy tym opinię, że ta walka jest ich przeznaczeniem. Pojedynek odbył się 6 sierpnia 2008. Była to walka typu Two-out-of-three falls match i Hardcore match. Starcie, które zaczęło się w ringu, przeniosło się na parking i do pobliskich magazynów. Ostatecznie zwyciężył Ibushi, zeskakując na przeciwnika i wykonując swój cios wykańczający Phoenix Splash z automatu sprzedażowego. Obaj wrestlerzy zadeklarowali po walce, że czują się sobie bliscy i chcą utworzyć tag team. DDT zaproponowało im, by nazwali drużynę The Golden Brothers (z ang. Złoci Bracia), ale obaj zawodnicy oświadczyli, że wolą nazwę The Golden Lovers (z ang. Złoci Kochankowie), która była zapisywana jako Golden Lovers.
Oficjalnie tag team Golden Lovers został utworzony w styczniu 2009. Duet ten charakteryzował się zachowaniem utożsamianym z okazywaniem sobie wzajemnej czułości i szacunku. W czasie walk ich ruchy były zsynchronizowane. Zachowanie obu wrestlerów w ringu miało zdaniem części obserwatorów homoseksualny podtekst. Kenny Omega zapytany czy Golden Lovers są gejami odpowiedział Pozwólmy ludziom myśleć co zechcą.
Między 2009, a 2014 Golden Lovers w Dramatic Dream Team dwukrotnie zdobyli mistrzostwo KO-D Tag Team Championship i dwukrotnie KO-D Six Man Tag Team Championship (jeden raz wspólnie z Daisuke Sasaki i jeden raz wspólnie z Gotą Ihashi), a w New Japan Pro-Wrestling zdobyli IWGP Junior Heavyweight Tag Team Championship.
24 lipca 2011 Kenny Omega stoczył pojedynek z Haruką, kilkuletnią dziewczynką. Organizując walkę organizacja DDT chciała pocieszyć Harukę, która nie została rekrutowana przez żadną organizację wrestlingu w przeciwieństwie do swoich rówieśniczek ze szkoły bokserskiej. Walka była niebezpieczna, ale Omedze udało się zapewnić zadowalający dla zgromadzonej widowni pojedynek i nie wyrządzić krzywdy dziecku. Pojedynek zakończył się remisem z powodu upływu czasu.
Z czasem Kōta Ibushi zaczął odnosić większe indywidualne sukcesy we wrestlingu, niż Kenny Omega, co wywołało zazdrość u jego partnera. Gdy Omega wygrał turniej King of DDT, ponownie wyzwał swojego partnera o pojedynek, tym razem o należące do Ibushiego mistrzostwo KO-D Openweight. Walka odbyła się 18 sierpnia 2012 i ponownie zwyciężył Ibushi. W październiku 2013 Ibushi podpisał kontrakt na pełny etat zarówno z DDT, jak i z NJPW i awansował do klasy ciężkiej (według japońskiego systemu wrestlerskiego). W październiku 2014 Golden Lovers stoczyli ostatnią, jak wówczas myśleli, walkę jako drużyna. Omega podpisał kontrakt tylko z NJPW i pozostał w klasie juniorskiej.

### New Japan Pro-Wrestling (2015–2019)

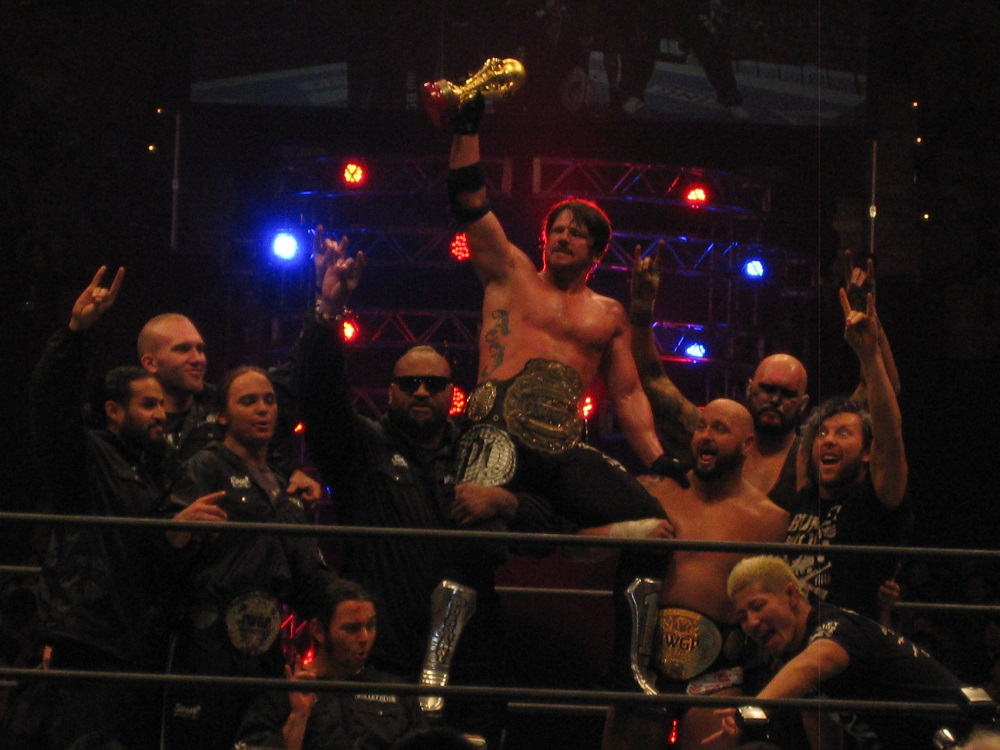
Drużyna Bullet Club z Kennym Omegą (na końcu po prawej)

W 2015, po rozstaniu z Kōta Ibushim i podpisaniu kontraktu z NJPW, Omega stał się heelem i dołączył do stajni Bullet Club, złożonej z amerykańskich wrestlerów, którzy gardzili Japonią i japońskimi fanami. 4 stycznia na gali Wrestle Kingdom 9 pokonał Ryusuke Taguchi w walce o mistrzostwo IWGP Junior Heavyweight. 5 kwietnia, gdy lider Bullet Clubu A.J. Styles bronił mistrzostwa IWGP Heavyweight w walce przeciwko Ibushiemu, Omega interweniował i pomógł wygrać Stylesowi. Od tego momentu Omega i Ibushi nie byli widywani razem przez dłuższy okres, a Ibushi wkrótce opuścił New Japan Pro-Wrestling.
5 lipca Kushida pokonał Omegę i przejął jego mistrzostwo, a Kazuchika Okada pokonał Stylesa i przejął IWGP Heavyweight Championship. Omega odzyskał tytuł w walce rewanżowej z 23 września i ponownie go przegrał w walce przeciwko Kushidzie 4 stycznia 2016.
W styczniu 2016 A.J. Styles po raz ostatni wystąpił w New Japan Pro-Wrestling przed przejściem do WWE. Tego samego dnia członkowie Bullet Club zwrócili się przeciwko niemu i na swojego nowego lidera wybrali Kennego Omegę. Od tego momentu Omega zaczął wygrywać coraz częściej i w końcu awansował do klasy ciężkiej. 14 sierpnia wygrał turniej G1 Climax, pokonując w finale Hirooki Gotō i stał się pierwszą w historii osobą spoza Japonii, która tego dokonała. Obserwatorzy zwrócili uwagę, że wygrywając turniej, Omega używał ruchów typowych dla Kōta Ibushiego.
2 lipca 2017 Omega wygrał turniej o nienależące wówczas do nikogo mistrzostwo IWGP United States. W tym samym roku Kōta Ibushi zapowiedział swój udział w turnieju G1 Climax. Oświadczył, że miał nadzieję, że jeśli wygra turniej, Omaga wróci do niego. Wyraził też wolę zmierzenia się z Omegą w finale, a także obawę, że ich walka może skończyć się śmiercią ich obu. Ibushi nie dotarł do finału, w przeciwieństwie do Omegi. W finale 13 sierpnia Omega zmierzył się z Tetsuya Naito i przegrał. Na zapleczu spotkał Ibushieg. Była to ich pierwsza interakcja od 2015. Trwała ona jednak krótko i nie padły żadne słowa. W międzyczasie Cody Rhodes zapragnął przejąć pozycję lidera w Bullet Club i wyzwał Kōta Ibushiego do walki na Wrestle Kingdom.
4 stycznia 2018 Cody Rhodes przegrał walkę przeciwko Kōta Ibushiemu na gali Wrestle Kingdom 12. Następnego dnia członkowie Bullet Club – Chase Owens, Cody Rhodes, Leo Tonga, Marty Scurll i Yujiro Takahashi – pokonali w walce 5 na 5 drużynę, w której skład wchodzili David Finlay, Juice Robinson, Kōta Ibushi, Kushida i Ryusuke Taguchi. Po wygranym pojedynku Bullet Club zaatakował drużynę przeciwną, a Kenny Omega przybył, aby pomóc swojemu byłemu partnerowi Ibushiemu. 28 stycznia w walce przeciwko Jayowi White'owi Omega przegrał mistrzostwo IWGP United States. Coraz więcej członków Bullet Club było przeciwko Omedze. W końcu Rhodes wykorzystał jego nieuwagę, by zaatakować go krzesłem, ale wtedy na ratunek przybył Kōta Ibushi. Po przegonieniu napastników, Ibushi wyciągnął rękę do swojego byłego partnera. Omega długo wahał się, ale w końcu obaj wrestlerzy się pojednali. Wkrótce Omega oświadczył, że on i Ibushi są i byli najlepszym tag teamem na świecie. To zwróciło uwagę drużyny Young Bucks (Matt Jackson i Nick Jackson) ze stajni Bullet Club. Obie drużyny zaczęły ze sobą rywalizować, ale 8 czerwca doszli do wniosku, że bardziej opłaca im się współpraca i wkrótce wszyscy czterej utworzyli stajnię  The Golden Elite (z ang. Złota Elita). Następnego dnia Omega wygrał trwający 63 minuty pojedynek typu Two-out-of-three falls match przeciwko Kazuchika Okadzie o IWGP Heavyweight Championship, najwyższe mistrzostwo w New Japan Pro-Wrestling. Posiadał je do 4 stycznia 2019, kiedy przegrał walkę przeciwko Hiroshi Tanahashi na gali Wrestle Kingdom 13. Niedługo potem odszedł z organizacji New Japan Pro-Wrestling.

### All Elite Wrestling (od 2019)
Od stycznia 2019 jest związany z organizacją All Elite Wrestling (AEW) i pełni funkcję wiceprezesa wykonawczego. Jego debiut wrestlerski został zaplanowany na 25 maja, kiedy w czasie inauguracyjnej gali AEW Double or Nothing miałby się zmierzyć z Chrisem Jericho.

## Mistrzostwa i osiągnięcia
- 4 Front Wrestling

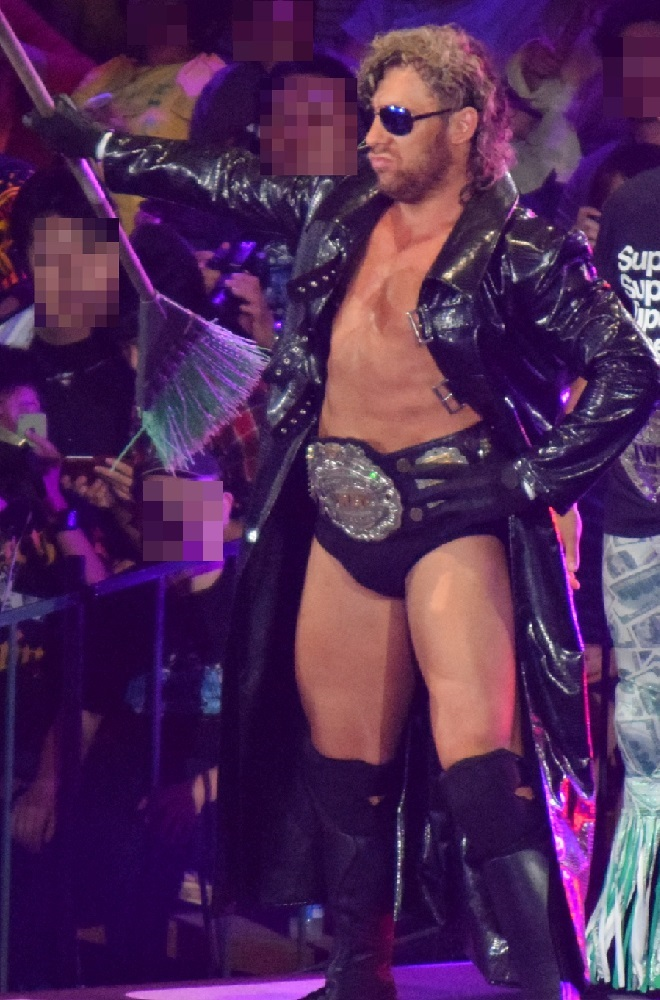
Kenny Omega z pasem IWGP Junior Heavyweight Championship w 2015

  - 4FW Junior Heavyweight Championship (1 raz)
- All Elite Wrestling
  - AEW World Championship (1 raz, obecnie)
- All Japan Pro Wrestling
  - AJPW World Junior Heavyweight Championship (1 raz)
- Canadian Wrestling Federation
  - CWF Heavyweight Championship (1 raz)
- Dramatic Dream Team
  - DDT Extreme Championship (1 raz)
  - KO-D Openweight Championship (1 raz)
  - KO-D Six Man Tag Team Championship (2 razy) – z Kōta Ibushi (2 razy), Daisuke Sasaki (1 raz) i Gota Ihashi (1 raz)
  - KO-D Tag Team Championship (3 razy) – z Kōta Ibushi (2 razy) i z Michaelem Nakazawa (1 raz)
- Jersey All Pro Wrestling
  - JAPW Heavyweight Championship (1 raz)
  - JAPW Light Heavyweight Championship (1 raz)
- New Japan Pro-Wrestling
  - IWGP Heavyweight Championship (1 raz)
  - IWGP Intercontinental Championship (1 raz)
  - IWGP Junior Heavyweight Championship (2 razy)
  - IWGP United States Heavyweight Championship (1 raz)
  - NEVER Openweight Six Man Tag Team Championship (2 razy) – z Mattem Jacksonem i Nickiem Jacksonem
  - Zwycięzca G1 Climax w 2016
- Premier Championship Wrestling
  - PCW Heavyweight Championship (4 razy)
  - PCW Tag Team Championship (3 razy) – z Rawskillzem (1 raz) i Chrisem Stevensem (2 razy)
- Pro Wrestling Guerrilla
  - PWG World Championship (1 raz)
- River City Wrestling
  - Canadian Unified Junior Heavyweight Championship (3 razy)
- Top Rope Championship Wrestling
  - TRCW Tag Team Championship (1 raz)
- Pro Wrestling Illustrated
  - PWI 500 – 1. miejsce w 2018[6]